# سردينيا
سَرْدَانِيَة أو سَرْدَانِيَا أو سَرْدِينِيَة (بالإيطالية: Sardegna) الثانية بعد أكبر جزيرة في البحر الأبيض المتوسط (بعد صقلية وقبل قبرص). هي إقليم ذاتي الحكم من إيطاليا، ويجاورها جزيرة كورسيكا الفرنسية وشبه الجزيرة الإيطالية وصقلية وتونس وجزر البليار الإسبانية.يعود الاسم سردانية إلى الاسم «سَرد» ما قبل الرومي (باللاتينية سردوس ومؤنثه سردا). ودعاها اليونان والروم سنداليون وسردانية وسردو.

## الاشتقاق
اسم سردانية له جذور ما قبل اللاتينية. إنه أتي من الاسم العرقي لما قبل الرومي *س(ا)رد-، الذي كُتب لاحقًا بالأحرف اللاتينية: sardus (مؤنث سردا). يظهر أول مرة على حجر نورا، حيث أثبت كلمة شردن أو * شردانا على وجود الاسم عندما وصل التجار الفينيقيون أول مرة.
وفقًا لتيماوس أحدى محاورات أفلاطون، فإن سردانية (يشير إليها معظم المؤلفين اليونان باسم ساردو- Σαρδώ) وشعبها ربما كانت تسميتهم على اسم امرأة أسطورية تدعى سردو (Σαρδώ)، ولدت في ساردس (Σάρδεις) عاصمة لمملكة ليديا القديمة. كانت تكهنات تربط النوراجية سرد القديمة مع الشردان أحدى شعوب البحر. يُقترح أن الاسم كان له دلالة دينية من استخدامه أيضًا صفة للإله الأسطوري القديم ساردوس باتر ("أب سردانية"؛ للمصطلح تفسير شائع بقول أنه يعني "أبو سردانية" هو غير صحيح، لأنه سيكون "Sardorum Pater")، فضلاً عن أنه أصل صفة "sardonic".
في العصور الكلاسيكية القديمة كان يطلق على سردانية عدد من الأسماء إلى جانب سردو (Σαρδώ)، مثل إيتشنوسا (Ἰχνοῦσα) وسندليوتس (Σανδαλιῶτις ) وأرغيرفلبس (Αργυρόφλεψ).
وسردانية في العربية فتح السين وسكون الراء ودال بعدها ألف ونون. وثمة من ضبطها سُرِدَانِيَة بضم أولها وكسر ثانيها.

## التاريخ
كانت سردانية مأهولة من البشر منذ نهاية العصر الحجري القديم، قبل نحو 20 ألف إلى 10 آلف عام. وأبرز الحضارات التي مرت على الجزيرة هي الحضارة النوراجية، التي ازدهرت في القرن الثامن عشر قبل الميلاد حتى عام 238 قبل الميلاد أو القرن الثاني الميلادي في بعض أجزاء الجزيرة، وإلى القرن السادس في ذلك الجزء من الجزيرة الذي يعرف باسم برباجيا.
بعد مدة حكم فيها الجزيرة تحالف اقتصادي وسياسي بين السردانيين النوراجيين والفينيقيين، تعرضت أجزاء منها لغزو من قرطاج أواخر القرن السادس قبل الميلاد، وروما في عام 238 قبل الميلاد. دام الاحتلال الرومي 700 عام.
ابتداء من العصور الوسطى المبكرة، حكمها الواندال والبيزنطيون. من الناحية العملية، كانت الجزيرة منفصلة عن النفوذ الإقليمي البيزنطي، الذي أتاح للسردانيين أن يوفروا لأنفسهم تنظيمًا سياسيًا يحكم ذاتيًا، وعرفت الممالك الأربع باسم جيوديكاتي. عانت جمهوريتا بيزا وجنوا البحرية الإيطالية لفرض سيطرة سياسية على هذه الممالك الأصلية، إلا أن مملكة أراجون الإيبيرية هي التي نجحت، في عام 1324، في إخضاع الجزيرة لحكمها، ووطدت أركانها لتصبح مملكة سردانية.
استمرت هذه المملكة الإيبيرية حتى عام 1718، حين جرى التنازل عنها إلى آل سافوي الألبيين، ومضى آل سافوي ليدمجوا من الناحية السياسية ممتلكاتهم المنفصلة مع ممالكهم على البر الإيطالي، وسيمضون خلال فترة توحيد إيطاليا لتوسيعها لتشمل كامل شبه الجزيرة الإيطالية، وأعيدت تسمية إقليمهم ضمن مملكة إيطاليا في عام 1861، وأعيد تشكيلها في عام 1946 إلى جمهورية إيطاليا التي نعرفها في يومنا هذا.

### ما قبل التاريخ
سردانية أحد أقدم التشكلات البرية الجغرافية القديمة في أوروبا. كانت الجزيرة مأهولة بعد موجات عديدة من الهجرة منذ ما قبل التاريخ حتى العصور الأخيرة.
اقترح بعض العلماء بأن البقايا من كهف كوربيدو في شرقي سردانية تمثل أقدم دليل على الوجود البشري في سردانية، قبل نحو 20 ألف عام، خلال الذروة الجليدية الأخيرة. إلا أن بعض الباحثين يزعمون أنه ليس ثمة دليل دامغ على أن الجزيرة كانت مأهولة حتى أوائل العصر الحجري المتوسط، قبل نحو 10 آلاف عام.
بدأ العصر الحجري الحديث في سردانية خلال الألفية السادسة قبل الميلاد نتيجة هجرة المزارعين الأوروبيين الأوائل، ليحلوا محل السكان الصيادين الجامعين الذين عاشوا في العصر الحجري المتوسط، مع حضارة مادية شملت الأسلوب الفخاري الصدفي. خلال أواسط العصر الحجري الحديث، ازدهرت حضارة أوزييري، التي ربما تعود جذورها إلى الجزر الإيجية، على الجزيرة ونشرت القبور السردابية التي عرفت باسم دوموس دي جاناس، في حين بنت حضارة جالورا الأرزاتشينية الجنادل الأولى: قبور دائرية. في أوائل الألفية الثالثة قبل الميلاد بدأ علم فلزات النحاس والفضة.
خلال أواخر العصر النحاسي، ظهر في سردانية ما سمي بحضارة القدور الجرسية، الآتية من أجزاء مختلفة من قارة أوروبا. استقر هذا الشعب الجديد بصورة رئيسية على الساحل الغربي، حيث وجدت معظم المواقع التي نسبت لهم. تلت حضارة بونانارو في أوائل العصر البرونزي حضارة القدور الجرسية، والتي أظهرت آثارًا من الحضارة الأخيرة وتأثرًا بحضارة بولادا.
مع مرور الوقت بدا أن التجمعات السكانية السردانية المختلفة قد وحدت عاداتها، إلا أنها بقيت منقسمة سياسيًا إلى جماعات قبلية صغيرة، ووحدت قواها في بعض الأوقات لصد القوات الغازية من البحر، وفي أوقات أخرى شنت حربًا ضد بعضها بعضًا. كانت المساكن تتألف أكواخ حجرية دائرية مسقوفة بالقش.

#### الحضارة النوراجية
منذ نحو العام 1500 قبل الميلاد فصاعدًا، بنيت قرى حول نوع من حصون القلاع المستديرة سميت نوراغي (عادة ما تجمع في اللغة الإنجليزية بإضافة حرف S وبكلمة نوراغي في اللغة الإيطالية). عززت هذه القلاع عادة وضخمت خلال المعارك. حميت الحدود القبلية بمراكز مراقبة نوراجية صغيرة شيدت على تلال استراتيجية تتيح رؤية مناطق أخرى.
اليوم، تملأ المشهد السرداني نحو 7000 نوراغي. وفي حين امتلكت هذه النوراغي هيكلًا بسيطًا نسبيًا في البداية، أصبحت مع الوقت شديدة التعقيد وضخمة.

### غزوات المسلمين
غزا المُسلمون جزيرة سردانية أربع مرَّات في عهدي الأمويين والعباسيين (حسب ما ذكره المؤرخ ابن الأثير)، وقد غنموا منها كثيراً، غير أنها لم تُفتَح أيَّ مرة. كانت غزوتها الأولى في تاريخ الإسلام في سنة 92 هـ خلال عهد الوليد بن عبد الملك وبعد فتح الأندلس، حيث أرسل موسى بن نصير جزءاً من جيشه إليها بقيادة الفاتح عطاء بن رافع الهذلي ففتحها وأخضعها للحكم الإسلامي ، ووجدوا فيها كميَّات هائلة من الذهب والفضة والنفائس، فأخذوا كل ما وجدوه، لكن سفينتهم غرقت خلال عودتهم إلى الأندلس. ثمَّ غزاها عبد الرحمن بن حبيب الفهري في عهد الخليفة العباسيّ أبو العباس السفاح سنة 135 هـ، وقد خرَّبها عندما غزاها وذبحَ الكثير من أهلها حتى صالحوه على جزية، فوافق وتركهم وأعادوا إعمار الجزيرة.
أرسل أمير إفريقية «المنصور بن قائم العلويّ» سنة 323 هـ أسطولاً إلى الجزيرة من مدينة المهدية، فمرُّوا بمدينة جنوة وفتوحها، وقد خرَّبوها هي وجزيرة سردانية ودمروا فيها ونهبوا وأحرقوا المراكب والبيوت، ثمَّ رحلوا مجدداً. وكانت غزوتها الرابعة في سنة 406 هـ عندما استغلَّ «المجاهد العامريُّ» غياب ملكها (الذي كان في مكان بعيد مع أسطوله المؤلف من 120 مركباً) وجاءَ إليها من مدينة دانية وفتحها وسبى الكثير من أهلها، وعندما سمعَ بذلك البيزنطيون حشدوا جيوشاً جرارة وجاؤوا إلى الجزيرة من أوروبا ودارت معركة شديدة بينهم وبين المسلمين، لكن في النهاية هُزمَ المسلمون وأسرَ أخو المجاهد العامري وابنه وعادَ خاسراً إلى دانية، وهذه هي آخر غزوة ذكرها ابن الأثير للجزيرة.

## الجغرافيا
تتكون من ثمانية مقاطعات وهي:
- مقاطعة كالياري
- مقاطعة ساساري
- مقاطعة أوريستانو
- مقاطعة نوورو
- مقاطعة أولبيا تيمبيو
- مقاطعة كاربونيا-إغليسياس
- مقاطعة ميديو كامبيدانو
- مقاطعة أولياسترا

في بداية بداية العصر النوراغي حوالي 1500 قبل الميلاد كان المسينون يسموها الجزيرة هكنوسا ربما بمعنى «جزيرة الهكسوس»، الذين طردهم أحمس الأول مؤخرا من مصر نحو 1540 قبل الميلاد. سندليون كان الاسم الثاني، وربما يرجع ذلك إلى شكلها الذي يشبه أثر القدم. والاسم الأخير وهو الحالي سردانية نسبة إلى شاردانا أحد شعوب البحار الذين غزو مصر هزمهم رمسيس الثالث حوالي 1180 قبل الميلاد.

## أهم المدن
|     | المدينة           | الاسم بالإيطالية  | المقاطعة          | السكان  |
| --- | ----------------- | ----------------- | ----------------- | ------- |
| 1.  | كالياري           | Cagliari          | كالياري           | 160.770 |
| 2.  | ساساري            | Sassari           | ساساري            | 128.674 |
| 3.  | كوارتو سانت إلينا | Quartu Sant'Elena | كالياري           | 70.000  |
| 4.  | أولبيا            | Olbia             | أولبيا تيمبيو     | 50.832  |
| 5.  | ألغيرو            | Alghero           | ساساري            | 42.289  |
| 6.  | نوورو             | Nuoro             | نوورو             | 36.672  |
| 7.  | أوريستانو         | Oristano          | أوريستانو         | 32.781  |
| 8.  | كاربونيا          | Carbonia          | كاربونيا-إغليسياس | 30.505  |
| 9.  | سيلارجوس          | Selargius         | كالياري           | 28.548  |
| 10. | إغليسياس          | Iglesias          | كاربونيا-إغليسياس | 27.932  |

## من أعلام سردانية
- جوزيف راف، وزير المالية للدولة الحسينية بتونس.
- أنطونيو غرامشي، المفكر والمنظر الإيطالي.
- أنطونيو سينيي، رئيس الجمهورية الإيطالية فيما بين 1962  و 1964.
- بييترو باولو فيرديس، لاعب كرة قدم.
- إنريكو برلينغوير، السكرنير الوطني للحزب الشيوعي الإيطالي بين 1972 و1984.
- فرانشيسكو كوسيغا، رئيس الجمهورية الإيطالية فيما بين 1985 و 1992
- غراتسيا ديليدا، الأديبة الإيطالية.
- جيولي ينجيني (بالإيطالية: جوليو أنجوني)، كاتبة والأنثروبولوجيا الإيطالية

الحيوانات
- تعيش في هذه الجزيرة فرع من الأيائل الحمراء تسمى أيل الكورسيكي الأحمر.

## التعليم
تصل نسبة المتعلمين على الجزيرة 99% الخُمُس منهم نساء (المصدر ملحق الاتحاد الثقفي صفحة 4 بتاريخ23\10\2014)

## الجامعات
يوجد في سردانية جامعتين (المصدر ملحق الاتحاد الثقفي صفحة 4 بتاريخ23\10\2014)
- جامعة ساساري
- جامعة كالياري